# جان لوید کروز
جان لوید کروز (انگلیسی: John Lloyd Cruz؛ زادهٔ ۲۴ ژوئن ۱۹۸۳) بازیگر، مدل و مجری تلویزیون اهل فیلیپین است.
از فیلم‌ها یا برنامه‌های تلویزیونی که وی در آن نقش داشته است می‌توان به در زندگیم، محاکمه، و لالایی برای راز غمانگیز اشاره کرد.